# Delborn

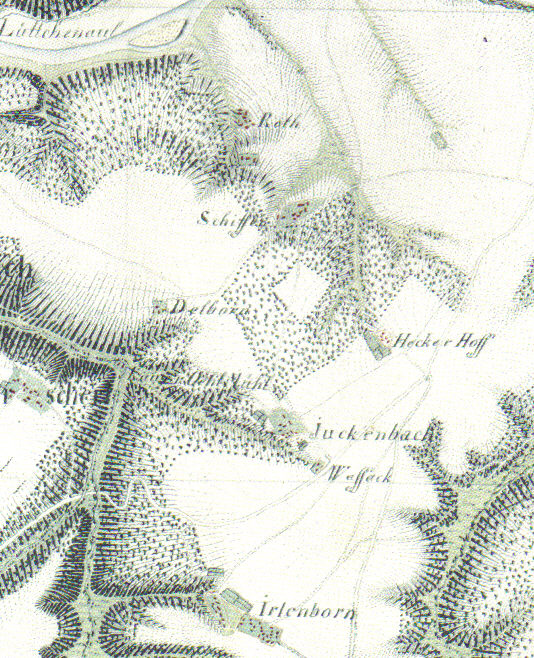
Heute wird das Gelände des Golfplatzes Heckenhof immer noch als Delborn bezeichnet, obwohl nichts mehr auf diesen Hof hinweist (Karte von 1818).

Delborn ist ein ausgestorbenes (untergegangenes) Gehöft in der nordrhein-westfälischen Gemeinde Eitorf (Rhein-Sieg-Kreis), zwischen Wassack und Bach. Es hatte 66 Morgen Ackerland.

## Erste Erwähnungen
Auf dem Dellborner Feld wurde ein bearbeiteter Feuerstein gefunden, ein Zeichen, dass in der dieser Umgebung schon frühzeitig Menschen gewesen sein müssen.
1472 wurde der Hof erstmals erwähnt als Deilborne. Der Name weist sowohl auf eine (vorhandene) Geländesenke/-delle, als auch als Born auf einen Brunnen bzw. eine Quelle hin. Eine Beschreibung von 1624 erwähnt einen Ringzaun.
Westlich der Ländereien stand der Gilgenstock, der Galgen. Etwas südlich stand um 1800 eine Ölmühle am Juckenbach.

## Kloster Merten
1733 war der Hof, der zum Kloster Merten gehörte, an einen Vincentino Patt verpachtet. 1754 kam der Hof an Bartolomäus Feld. 1791 wurde der Witwe Agnes Bremeler versprochen, dass nach ihrem Tod ihr Sohn Peter Wilhelm Feld den Hof übernehmen kann, was dann auch geschah.
Der südlich ausgerichtete Hang unterhalb des ehemaligen Gehöftes weist heute noch einige Terrassen auf. Auf einigen Karten ist vermerkt, dass an diesem Hang Wein angebaut wurde. Ob der Weinberg zum Kloster gehörte und vom Dellborner Hof betreut wurde, ist nicht gesichert.
Um 1800 wurde von Kriegsschäden berichtet, es war die Zeit von Napoleons Kriegszügen.

## Säkularisation
1803 wurden den Kirchen ihr weltliches Gut enteignet. Somit gelangte auch der Hof Delborn erst in staatlichen, dann in privaten Besitz.

## Auswanderung
1843 waren für den Dellborner Hof zehn Einwohner verzeichnet.
1852 wanderte Heinrich Joseph Naas aus Delborn nach Amerika aus, 1854 folgte ihm Wilhelm Naas aus Delborn. Am 14. März 1861 wanderte der Landwirt Heinrich Naas aus Delborn mit seiner Familie aus und bewirtschaftete in den USA eine Farm. Standesamtlich fand keine Erwähnung des Hofes mehr statt, somit war er vermutlich verlassen und wurde auch später nicht mehr bewohnt. 
1885 wurde Delborn nicht mehr im Register erwähnt.
Die Scheune vom Hof Delborn wurde abgetragen und am Heckerhof aufgebaut. Die Ruinen des alten Gehöftes waren in den 1950er Jahren noch vorhanden. Zur Bewirtschaftung der Felder und Wiesen wurden die Restruinen abgetragen.

## Straßenwidmung
Heute erinnert noch eine Straße Zum Dellborn im Ortsteil Schiefen an das Gehöft. Sie führt den Spaziergänger nach Happach.